# حنينة المغيرية
حنينة بنت سلطان بن أحمد المغيرية، (13 أكتوبر 1948)؛ دبلوماسية وسياسية عمانية، وأول سفيرة عربية لدى الولايات المتحدة وثاني سفيرة عمانية في سلطنة عمان، كانت سفيرةً للسلطنة لما يقارب 15 عامًا منذ تعيينها في 2005 حتى عام 2020.

## الحياة الشخصية والتعليم
ولدت حنينة في دار السلام في تنزانيا، وهي زوجة سفير السلطنة لدى الأمم المتحدة، فؤاد بن مبارك الهنائي، لديها من زوجها ولد وبنت (فريد الهنائي وفرح الهنائي).
حنينة حاصلة على شهادة الماجستير في الاقتصاد من جامعة نيويورك، وشهادة البكالوريوس في تجارة الاتصالات من معهد البوليتكنيك في القاهرة.

## الحياة المهنية
سافرت مع زوجها إلى الولايات المتحدة ليشغل وظيفة السكرتير الثاني في بعثة عمان إلى الولايات المتحدة في أوائل سبعينيات القرن العشرين. وفي 1998م سافرت مرة أخرى إلى نيويورك مع زوجها عندما تم اختيار زوجها مندوبًا للسلطنة في الأمم المتحدة، وأثناء تواجدها هناك استكملت تعليمها لتحصل على شهادة الماجستير في الاقتصاد بجامعة نيويورك التي قضت فيها أربع سنوات من الدراسة، ولم تكتفي بإكمال الدراسة هناك بل وشاركت زوجها في المناسبات الدبلوماسية، كما قامت بقيادة مفاوضات التجارة الحرة بين السلطنة والولايات المتحدة، وإقناع أعضاء الكونغرس الأميركي وحشد أصواتهم خلف الاتفاقية. (رواد الأعمال، 2015) لقد أسهمت جهود السفيرة المغيرية بفاعلية في تلك المفاوضات، التي من شأنها تدفق السلع الأمريكية إلى الأسواق المحددة، دون تعرفة جمركية مقابل تقديم فرص الرواج لهذه السلع مع توفير الإطار القانوني الآمن للتعليمات التجارية، وكانت سلطنة عمان ثالث دولة عربية تحرر عقداً تجاريا مع أمريكا في هذا الباب، الذي يعتبر خطوة نحو إقامة منطقة تجارة حرة في الشرق الأوسط على حد تعبير الرئيس الأمريكي السابق جورج بوش. 

### المناصب
عُينت حنينة المغيرية كأول سفيرة مفوضة فوق العادة لدى الولايات المتحدة الأمريكية لتصبح أول سفيرة لدولة عربية في العاصمة الأميركية واشنطن وفق مرسوم أصدره السلطان قابوس بن سعيد في سبتمبر عام 2005م، وسفيرة فوق العادة ومفوضة لدى السلطنة غير مقيم في المكسيك منذ أكتوبر2007 م، سفيرة فوق العادة ومفوضة لدى السلطنة غير مقيم في كندا منذ أكتوبر2007 م، كما شغلت منصب ممثلة المركز العماني لتشجيع الاستثمار وتطوير الصادرات في مدينة نيويورك، وشغلت منصب المدير العام لمركز الشؤون لتشجيع الاستثمار، أيضا عملت مستشارة لوكيل وزارة التجارة والصناعة ومساعدة للمستشار الاقتصادي للسلطان قابوس، اختيرت من قبل غرفة التجارة الأميركية العربية الوطنية لمنصب" سفير عام 2013.

## التكريمات
في عام 2016 م اختارتها كينيسا الأميركية بولاية جورجيا مع ست شخصيات أخرى لنيل جائزة الخدمة العالمية لتلك السنة.